# NGC 6934
NGC 6934 je kuglasti skup u zviježđu Dupin. Skup je otkrio William Herschel 24. rujna 1785. godine. 
U većem amaterskom teleskopu od 30 cm u promjeru, moguće je uočiti sjajnije zvijezde i granulastu strukturu ovog skupa. Pod tamnim nebom sjajne zvijezde su jasnije vidljive kao i struktura skupa.

## Vanjske poveznice
- Promjenjive zvijezde u NGC 6934[neaktivna poveznica]
- Astronomy Picture of the Day: NGC 6934 from Gemini North